# Quattuor novissima

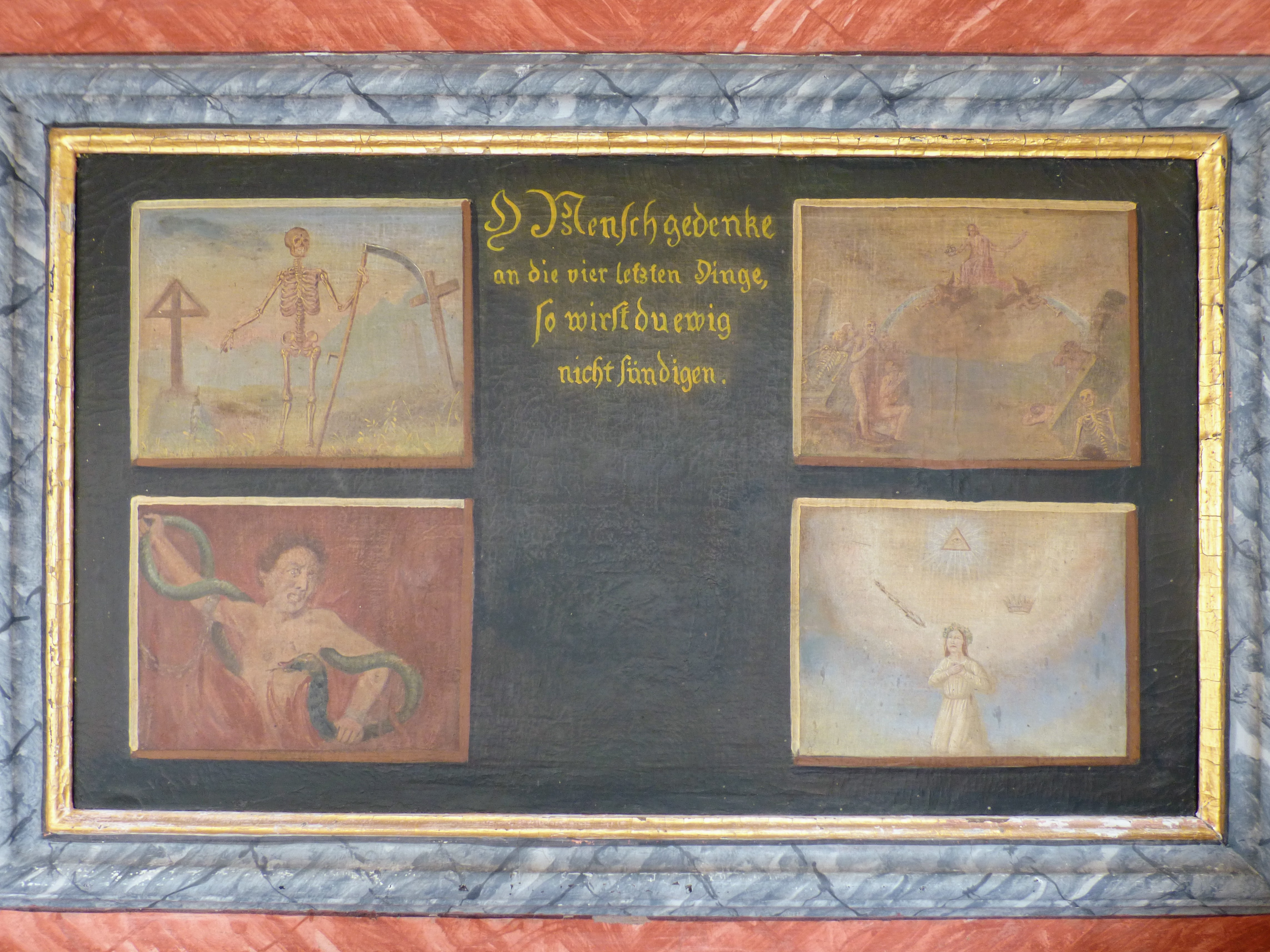
Les Quatre Dernières Choses, église de Sankt Martin am Tennengebirge (Autriche).

Les Quattuor novissima, ou Quatre dernières choses, sont les quatre dernières étapes de la destinée humaine selon l'eschatologie chrétienne : la mort, le jugement, le paradis ou l'enfer. Ce thème, qui porte également le nom de fins dernières, a fait l'objet de nombreux commentaires théologiques et apologétiques, suscitant une importante iconographie.

## Présentation
Depuis le Moyen Âge, les quattuor novissima sont synonymes des « fins dernières » de chaque chrétien. Il était d'usage de consacrer à ce sujet les sermons des quatre dimanches de l'Avent.

## Galerie
- Jérôme Bosch, Les Sept Péchés capitaux et les Quatre Dernières Étapes humaines (v. 1500), détails :

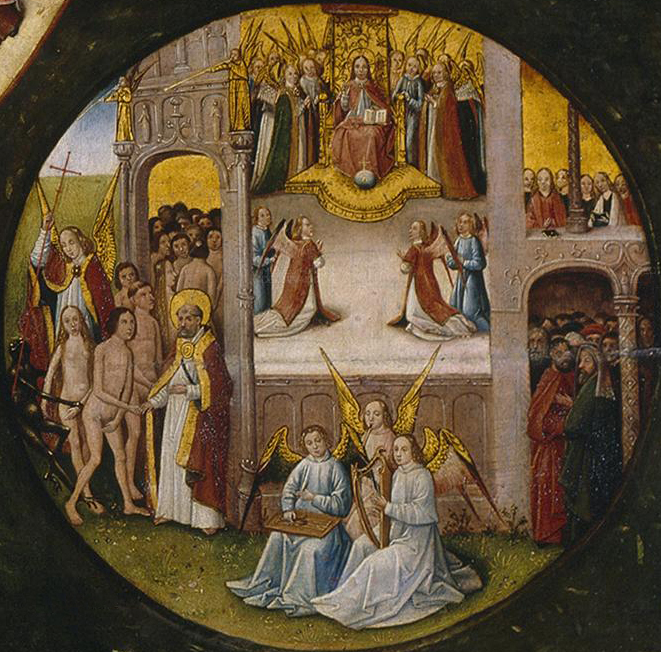
« Gloire » ou paradis
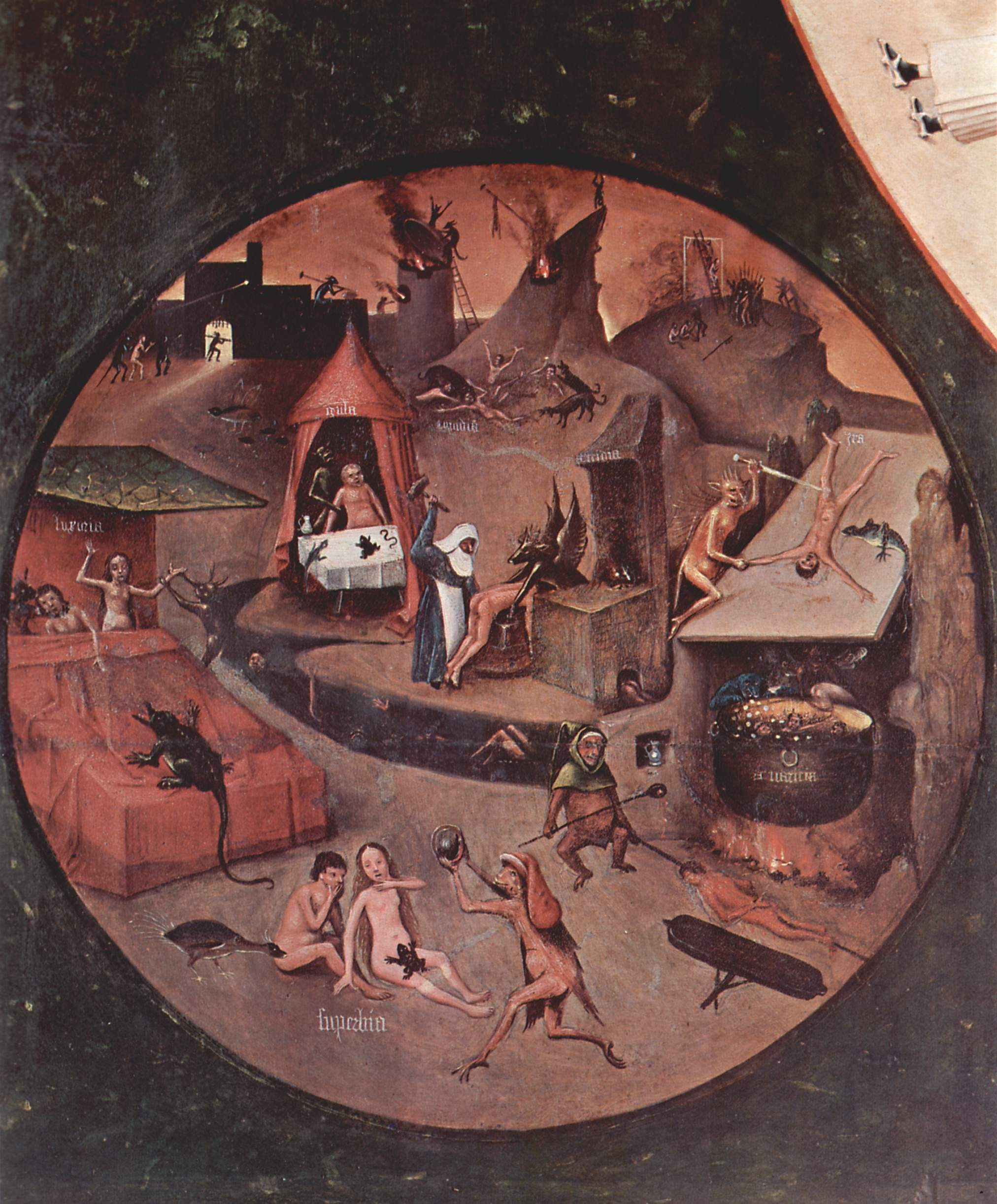
« Enfer » et punition des sept péchés capitaux.
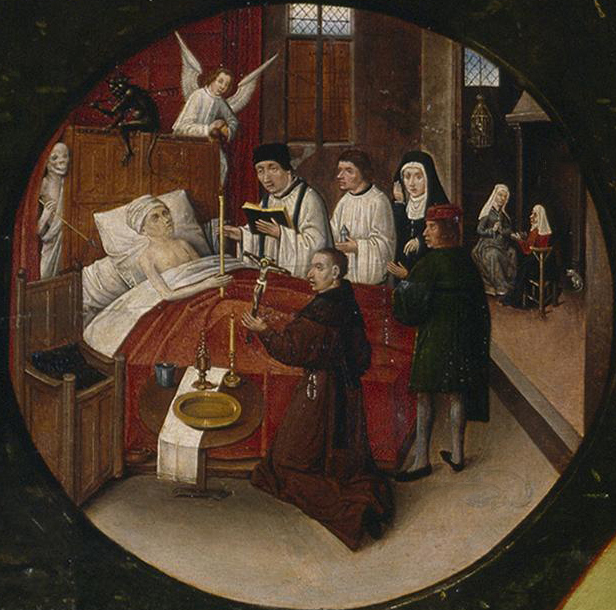
« Mort d'un pécheur », ange et démon pèsent l'âme d'un homme
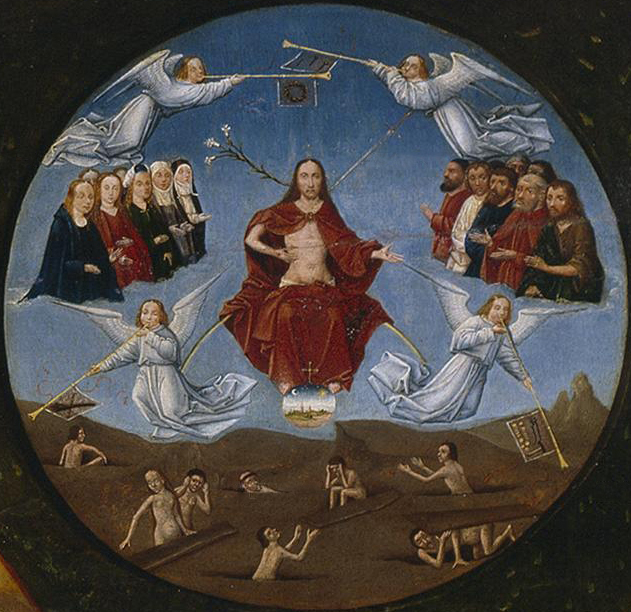
« Jugement dernier »

## Dans la culture

### Littérature chrétienne
- Gérard de Vliederhoven, « De quatuor novissimis ; Traittie des quatre dernieres choses aduenir », traduction française par Jean Miélot imprimée à Bruges par William Caxton et Colard Mansion, v. 1475
- Denys de Leeuwis ou Rickel, le chartreux, « De quatuor novissimis, ou les quatre choses dernières auxquelles la nature humaine doit toujours penser », traduction du latin en français par Thomas Le Roy (bénédictin de Saint-Martin de Tournay), incunable imprimé à Audenarde par Arnaud De Keysere (d), 1481[4].
- Thomas More, The Four Last Things (1522), poème inachevé publié à titre posthume[5]. Trad. fr. Les Vérités dernières, par M. Cl. Phélippeau, s.l. [Angers], 2001
- Laurent De Cuyper, Quatuor hominum novissima, Mors, Judicium, Infernus, gaudia Coeli, Cologne, 1583
- Angelus Silesius, Sinnliche Beschreibung der vier letzten Dinge, 1675
- Romano Guardini, Les Fins dernières,  éditions du Cerf, 1950
- Regis Martin, The Last Things: Death, Judgment, Hell, Heaven, Ignatius Press, 1998, 167 p.

### Musique
- Joseph Leopold Eybler, Die vier letzten Dinge, oratorio, 1810
- Louis Spohr, Die letzten Dinge, oratorio, 1826
- Richard Strauss, Vier letzte Lieder (Quatre derniers Lieder), op. posth. (AV 150), 1948